# Obey the Law (film 1924)
Obey the Law è un cortometraggio muto del 1924 scritto e diretto da Robert P. Kerr (come Robert Kerr)

## Produzione
Il film fu prodotto dalla Century Film.

## Distribuzione
Distribuito dall'Universal Pictures, il film - un cortometraggio in due bobine - uscì nelle sale cinematografiche USA il 2 gennaio 1924.